# Mary Perkins, On Stage
Mary Perkins, On Stage (originalmente titulada On Stage) es una tira de prensa de Leonard Starr para el Chicago-Tribune-New York News Syndicate. Se prolongó desde el 10 de febrero de 1957 hasta el 9 de septiembre de 1979. En algunos números, la tira tenía abreviado el título: Mary Perkins.

## Personajes e historia
Starr escribió una mezcla de culebrón, aventura y comedia; su estilo está caracterizado por un trazo estudiado y una forma innovadora de contar la historia. 
La tira se sitúa en Broadway y sigue la carrera de la actriz Mary Perkins en Nueva York, Hollywood y varias localizaciones internacionales. Los personajes secundarios incluyen a su fotógrafo, Pete Fletcher, con quien se casó el 13 de diciembre de 1959.
El primer número fue lanzado el 10 de febrero del 1957 con el periódico dominical. Pero en 1970, el historiador de cómics Raymond Miller dijo que podría ser anterior.

## Premios
Starr ganó el premio National Cartoonists Society en 1960 y 1963, y el premio Reuben Award en 1965. La tira finalizó cuando Starr la dejó en 1979 para ocuparse de otro personaje: Little Orphan Annie.

## Reediciones
Classic Comics Press anunció en 2006 que tenía un acuerdo con Tribune Media Services para lanzar cronológicamente los volúmenes de On Stage. La primera reedición apareció en junio de 2006 y el segundo volumen unos meses más tarde, el tercer volumen en 2007 y el cuarto en 2008. En 2016 la colección entera ya estaba reeditada, ocupando 15 volúmenes.